# Alfred Newton (SOE)
Pour les articles homonymes, voir Newton.
 Alfred Newton  (19 décembre 1914 - 1978) fut, pendant la Seconde Guerre mondiale, un agent secret britannique du Special Operations Executive.

## Identités
- État civil : Alfred Willie Oscar Newton
- Comme agent du SOE, section F :
  - Nom de guerre (field name) : « Artus »
  - Nom de code opérationnel : GREENHEART (en français ÉBÈNE VERT)
  - Papiers d’identité : Artus Dusseret, né à Liège, Belgique, et réfugié en France ; Alfred Normand, né le 28 juin 1914 à Versailles, 1,71 m, cheveux châtain, yeux bleus, teint mat, représentant, dom. avenue de la gare à Langogne (Lozère).
  - Autres pseudos[3] : Arthus Norman,

Pour accéder à une photographie d'Alfred Newton, se reporter à la section Sources et liens externes en fin d'article.
Parcours militaire : SOE, section F ; grade : lieutenant (octobre 1942), captain (message radio reçu à Lyon en janvier 1943, voir le débat du 5 juin 1967 à la Chambre des Communes)

## Famille
- Son père a passé sa vie dans l’élevage des chevaux de course. Habitant route de Paris à Gentilly (Val-de-Marne), où il vit avec ses deux fils.
- Son frère Henry fut aussi agent du SOE, dans le même réseau GREENHEART
- Sa femme : Theodosia Schmidt, Allemande[4], danseuse ; mariage en 1932. Trois fils.

## Éléments biographiques
Alfred Newton naît le 19 décembre 1914
Suite : voir Henry Newton
Alfred Newton meurt en 1978.

## Reconnaissance

### Distinctions
- Royaume-Uni :  membre de l'Ordre de l'Empire britannique (militaire) en 1945[6],
- France : rien [?]

### Monuments
[à renseigner]